# Chungmok Wang
König Chungmok Wang (koreanisch 충목왕) (* 15. Mai 1337 in Kaesŏng, Königreich Goryeo; † 25. Dezember 1348 in Kaesŏng, Goryeo) war während seiner Regierungszeit von 1344 bis 1348 der 29. König des Goryeo-Reiches und der Goryeo-Dynastie (고려왕조) (918–1392).

## Leben
Chungmok Wang war der erstgeborene Sohn von König Chunghye Wang (충혜왕) und seiner ersten Frau Prinzessin Deoknyeong (덕녕), die dem mongolischen Borjigin-Clan entstammte. Zu seiner Geburt bekam Chungmok den Namen Wang Heun (왕흔) verliehen. König Chungmok Wang wurde nicht verheiratet, folgte aber seinem Vater auf den Thron, als dieser im Januar 1344 verstarb. Zu diesem Zeitpunkt war König Chungmok Wang gerade erst sieben Jahre alt, sodass seine Mutter Prinzessin Deoknyeong die Regentschaft für ihn übernahm.
König Chungmok Wang verstarb im Dezember 1348 im Alter von nur elf Jahren. Seine Grabstätte ist nicht bekannt. Auf ihn folgte König Chungjeong Wang (충정왕), der zweitgeborene Sohn von König Chunghye Wang auf den Thron.

## Unter der Kontrolle der Mongolen
Wie schon seine Vorväter musste Chungmok Wang und alle Männer, angefangen vom König bis hinunter zu einfachen Bürgern im Gorgeo-Reich den mongolischen Haarstil tragen, bei dem das vordere Haar gänzlich entfernt wurde und am hinteren Teil des Kopfes ein geflochtener Zopf getragen wurde. Ebenso war es Pflicht mongolische Kleidung zu tragen, die mongolische Sprache zu sprechen und die jungen Prinzen des Hofes zur Ausbildung in das mongolische Reich zu senden.
Mit Chungseon Wangs Ururgroßvater begann auch die Pflicht der Könige Goryeos mongolische Namen zu verwenden. So wie für frühere Könige geschehen, durften nun ab 1274 die Silben jo (조) für Stammvater und jong (종) für Vorfahren, um einen posthumen „Tempelnamen“ für die Könige zu kreieren, nicht mehr verwendet werden. Stattdessen mussten die Namen der Könige mit dem Präfix chung (충) versehen werden, um damit den Geist der Loyalität gegenüber der Yuan-Dynastie auszudrücken. Den Zusatz wang (왕), als Zeichen für König, musste hinter dem Namen gesetzt werden.
Mit der Macht der Mongolen über das Goryeo-Reich waren dessen Könige für knapp 80 Jahre nicht mehr unabhängige Herrscher ihres Königreichs, sondern wurden als Schwiegersöhne fest in die Struktur der Yuan-Dynastie integriert. Dies änderte sich erst mit König Gongmin Wang (공민왕), der es schaffte, Goryeo von der Herrschaft der Mongolen zu befreien.